# Lehrabschlussprüfung (Österreich)
Die Lehrabschlussprüfung (LAP) in Österreich steht am Schluss einer dualen Berufsausbildung Lehre/Berufsschule (auch Berufslehre oder Lehre genannt). Sie überprüft den Wissensstand des Auszubildenden bzw. ob dieser sich die für seinen Ausbildungsberuf entsprechenden Fähigkeiten und Kenntnisse angeeignet hat und diese in der Praxis einsetzen kann.
In Österreich wird die Lehrabschlussprüfung durch die örtliche Wirtschaftskammer durchgeführt.
Nur mehr symbolische Bedeutung hat das Freisprechen mit zünftischem Treuegelöbnis und der Gesellenbrief.

## Anmeldung
Die Anmeldung zur Lehrabschlussprüfung erfolgt durch den Ausbilder oder den Lehrling und kann frühestens sechs Monate vor Ausbildungszeitende erfolgen. Die Anmeldung erfolgt über die Ausbildungsstelle der Wirtschaftskammer. Voraussetzung für eine Anmeldung ist ein bestehendes Ausbildungsverhältnis und ein Abschlusszeugnis der Berufsschule.
Eine außerordentliche Zulassung zur Lehrabschlussprüfung (z. B. im zweiten Bildungsweg oder bei Lehrplatzverlust) ist möglich.

## Prüfung
Die Lehrlingsausbildung endet mit Ablauf der Lehrzeit, die meist 3 bis 4 Jahre dauert. Anschließend kann, muss aber nicht, die Lehrabschlussprüfung
abgelegt werden. Sie kann frühestens 10 Wochen vor dem Lehrzeitende abgelegt werden.
Die Lehrabschlussprüfung besteht aus einem theoretischen und einem praktischen Teil. Die Prüfung kann beliebig oft wiederholt werden.
Der Ausbilder muss die Kosten für die LAP übernehmen, wenn der Lehrling innerhalb der Lehrzeit oder der Weiterbeschäftiungszeit erstmalig antritt.
Folgende Kosten werden übernommen:
- Prüfungstaxe (Prüfungsgebühr)
- eventuelle Materialkosten